# Palazzo del Merenda

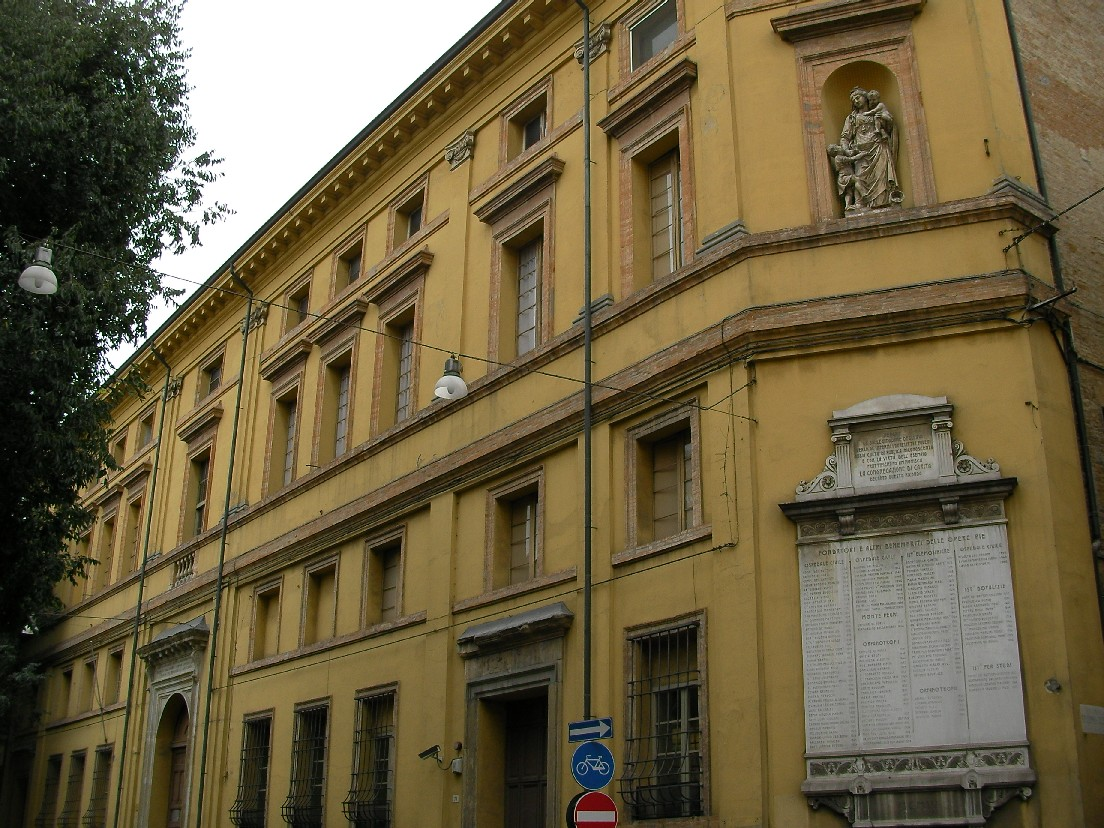
Palazzo del Merenda

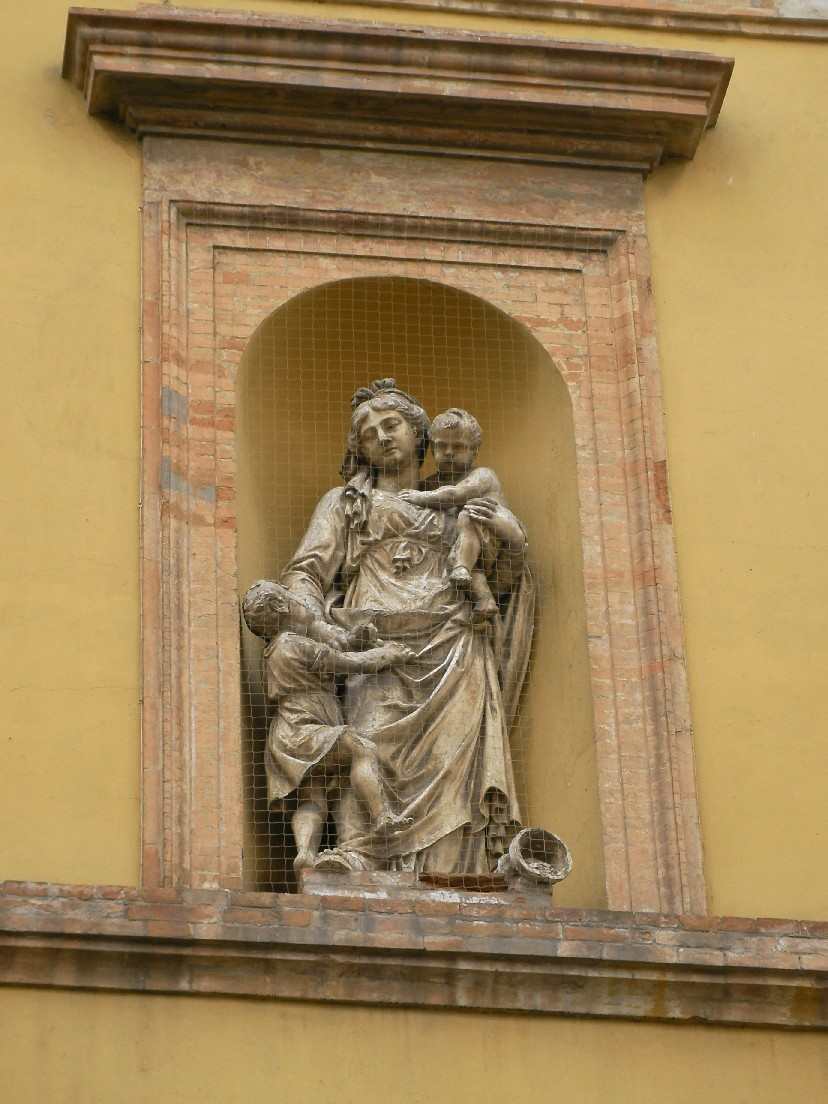
Die Karitas der Gebründer Ballanti Graziani

Der Palazzo del Merenda oder Palazzo dell’Antico Ospedale ist ein Palast aus dem 18. Jahrhundert im historischen Zentrum von Forlì in der italienischen Region Emilia-Romagna. Er liegt am Corso della Repubblica 72. Heute sind in dem Palast die Stadtbibliothek Aurelio Saffi und ein Museum untergebracht.

## Geschichte

### 1722–1922
Das Gebäude wurde 1722 im Rahmen eines Projektes von Frater Giuseppe Merenda erbaut, um das Krankenhaus Casa di Dio per gli Infermi aufzunehmen. Deshalb wurde es offensichtlich als neues Krankenhaus erstellt, das der hauptsächlicher Ort der Heilung von Kranken für die Stadt werden sollte, auch wenn es heute unter dem Namen „Palazzo dell’Antico Ospedale“ bekannt ist. Die Bezeichnung „antico“ (dt.: alt) stammt aus dem 20. Jahrhundert, nach der Verlegung an einen anderen Ort, was 1922 geschah.
Zwischen 1778 und 1783, dem Jahr, in dem Giuseppe Merenda starb, baute Raimondo Compagnini die Monumentaltreppe.
Die benachbarte Kirche, die von Bischof Mercuriale Prati geweiht wurde, wurde am 3. November 1798 eröffnet.
1827 dagegen realisierte Giuseppe Pani die neue Fassade. Der Komplex mit den Gebäuden der „Ausgesetzten“ für die Waisen und die Hydrotherapie wurden 1848 vom Bauingenieur Giuseppe Cantoni erweitert und fertiggestellt.
Das Gebäude diente bis zur Eröffnung des neuen Ospedale Giovan Battista Morgagni 1922 als Krankenhaus. Das neue Krankenhaus lag nicht weit entfernt vom Palazzo del Merenda, direkt dahinter.

### 1922–heute
In den Palast, der so zum „alten Krankenhaus“ wurde, wurden später die Stadtbibliothek, die städtische Pinakothek und das Stadtmuseum, dessen Sitz vorher im Palazzo dei Signori della Missione war, verlegt.
Der Palazzo del Merenda wurde im März 2013 in den neuen Universitätscampus auf dem Gelände des ehemaligen Ospedale Giovan Battista Morgagni integriert und dient als natürlicher Filter zwischen der Stadt und der Universität, wobei er die Bibliothek „Aurelio Saffi“ und den Studentenclub beherbergt.

## Beschreibung
An der Fassade befindet sich an der rechten oberen Ecke eine Nische mit der Statue der Karitas von den Gebrüdern Ballanti Graziani.
Am Eingang liegt die Monumentaltreppe von Raimondo Comagnini, flankiert von den Statuen der Magnifizenz und der Karitas von Francesco Andreoli.

## Armeria Albicini
In den Räumen des Palazzo del Merenda ist die „Armeria Albicini“ untergebracht, benannt nach der Adelsfamilie aus Forlì, die die Sammlung der Stadt stiftete.
Die Sammlung, die zum größten Teil auf eine in den alten Burgen Forlìs vom gelehrten Markgrafen Rafaello Albicini und seinem Sohn Livio durchgeführten Untersuchung beruht, wurde 1905 zusammengestellt.
Sie besteht aus 410 Stücken aus dem 15. Jahrhundert und später, die größtenteils auf dem Territorium von Forlì gefunden wurden. Sie besteht aus Falchionen, Spießen, Hellebarden, eisernen Streitkolben, Armbrüsten, Kürassen, Eisenhemden, Sturmhauben, Beckenhauben, Morionen, Rossstirnen, Zweihändern, Schwertern, Hackmessern, Poignarden und Säbeln.
Der letzte Katalog wurde Anfang des 20. Jahrhunderts zusammengestellt und es wurden 410 Stücke katalogisiert. Tatsächlich wurde die Waffensammlung später um eigene Stücke erweitert, zur Zeit mindestens 100 weitere, die aber nicht alle katalogisiert sind. Unter den neuen Exemplaren von 1958 befinden sich Waffen aus dem Königreich Kongo, die von Virginia Pedriali gestiftet wurden.
Von besonderer Bedeutung sind eine Rüstung, die zwar nicht komplett ist, aber Brunoro II. Zampeschi, dem Herrn von Forlimpopoli, gehörte und ein Zweihänder, der der Überlieferung nach Francesco Ordelaffi gehörte.
Aus den 17 dort erhaltenen Arkebusen, zu denen 12 Läufe für Langwaffen kommen, sticht die kurze Reiterarkebuse namens „Sforza Pallavicino“ heraus, die vermutlich in Brescia gefertigt wurde und auf die Zeit um 1580 datiert werden kann. Der Schaft ist mit Eisenblech verziert, das fein mit Spiralen und Satyrfiguren graviert wurde, ebenso wie der Handschutz, der mit Blattwerk durchbrochen ist. Die Benennung der Waffe ist auf die Tatsache zurückzuführen, dass am Abzugsbügel das Emblem der Hydra mit dem Motto „Utumque“ von Sforza Pallavicini, Markgraf von Cortemaggiore und Busseto, kombiniert ist, der 1559 Generalkapitän des Festlandes für Venedig war.
In der Waffensammlung sind auch zahlreiche kurze Feuerwaffen enthalten, darunter eine Pistole von 1620, die dem „Maestro dei tralci a testa d’animale“ (dt.: Meister der Geäste mit Tierköpfen) zugeschrieben werden kann, einem der besten österreichischen Waffenschmiede für Arkebusen im 17. Jahrhundert. Der Schaft ist sorgfältig geschnitzt und die Verzierungen zeigen, wie üblich bei diesem Meister, Äste zeigen, die sich um Locken, Palmetten, Blüten oder Köpfe monströser und fantastischer Tiere schließen.
Ein weiteres, gut erhaltenes Exemplar einer Waffe ist die Pistole, die „Acquafresca“ (dt.: Frischwasser, Süßwasser) genannt wird. Sie wurde 1695 von der Büchsenmacherfamilie Bargi gefertigt.
In der Sammlung befindet sich auch ein Exemplar der Langpistole aus dem Rheinland, die man auf 1610 datiert und die schöne Einlegearbeiten mit Perlmutt, Knochen und Farbpaste enthält.

## Bemerkungen
1. ↑  Die Bibliothek hat ihren Ursprung in den Büchern, die der Graf ‚‚Marcantonio Albicini‘‘ dem Seminar überlassen hatte: Nachdem dieses sie abgelehnt hatte, schenkte sie der Papst Clemens VII. der Stadt. Nach der Auflösung der Klöster 1803 wurden diesen Büchern weitere hinzugefügt, die aus den Bibliotheken diverser Klöster kamen; das Wachstum, auch durch Zukäufe und Schenkungen, machte eine geordnete Platzierung der Bände immer dringlicher: Für diese sorgte der Pater Cesare Majoli, der als Naturalist berühmt war. Im Amt des Bibliothekars folgten ihm Pierpaolo Pasquali, Ulisse Pantoli, Don Domenico Brunelli und der Graf Filippo Guarini nach.